# Monographis yunnanensis
Monographis yunnanensis är en mångfotingart som beskrevs av S. Ishii och Yin 2000. Monographis yunnanensis ingår i släktet Monographis och familjen penseldubbelfotingar. Inga underarter finns listade i Catalogue of Life.